# Еклога (стихотворение)
Еклогата е класическо стихотворение на пасторална тема. Понякога стихотворенията в този жанр се наричат също и буколики. Терминът се използва и за пасторална музика. Той е поетичен жанр, който рисува в идилична светлина прелестите на пастирския и селския живот.

## История
Думата „еклога“ произлиза от старофренското „églogue“ и от латински „eclogæ“, което влиза в латиницата от гръцкото eklogē (ἐκλογή), което означава „избор, военна служба, политически избори, прибиране на реколтата, изчисляване на сметките, литературен продукт“. Терминът се прилага метафорично при кратки произведения във всеки жанр, части от поетични творби или книги.
Съгласно Марк Теренций Варон, първоначално означава избрано кратко стихотворение. По-късно, по свидетелствата на Плиний Стари, неговото значение се измества към пасторал.
В античността са посочени отделни части в произведението на Вергилий „Буколика“ (Bucolica), от където идва и определението „буколики“. По-късни латински поети, като Калпурний и Немезиан, го използват в собствената си пасторална поезия, често в имитация на Вергилий.
Комбинацията от влиянието на Вергилий и устойчивостта на пасторална поезия през Възраждането налага „еклогата“ в жанра. През 1526 г. италианския ренесансов поет Якопо Саназаро публикува „Eclogae Piscatoriae“, заменяйки традиционните виргилиеви овчари с рибари от залива на Неапол. По-късно през 1633 г. той е имитиран от английския поет Финиъс Флетчър в неговите „Eclogs Piscatorie“. Друг английски поет Уилям Пелена през 1712 г. в „Nereides“ прави героите в своите еклоги морски богове и нимфи. В началото на 18 век новите поети започват да се отнасят пародийно към пасторалната тематика на еклогите.